# Thracia adamsi
Thracia adamsi är en musselart som beskrevs av Henry Dunlap MacGinitie 1959. Thracia adamsi ingår i släktet Thracia och familjen Thraciidae. Inga underarter finns listade i Catalogue of Life.